# Pals del diable

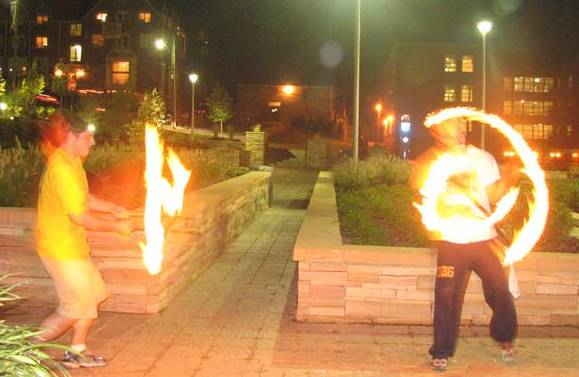
Piruetes amb pals del diable de foc

Els pals del diable són un joc malabar consistent a mantenir a l'aire un bastó mitjançant dos pals més que el malabarista porta a les mans. El tercer pal es pot llançar i fer girar per l'aire aconseguint diferents piruetes de diferents dificultats.
El pal del diable central pesa 230 grams i té una longitud de 66 centímetres. El seu diàmetre és de 3 centímetres als extrems i de 2 centímetres al centre. Existeixen models per a principiants amb materials que permeten un agafament més gran, o també models per experts en els quals es pot calar foc als extrems i ser usats mentre cremen. Els dos pals de les mans són més lleugers, curts i prims que el pal central.
El bastó del diable s'usa des de fa molt de temps. En l'època medieval ja s'usava.